# Поручник

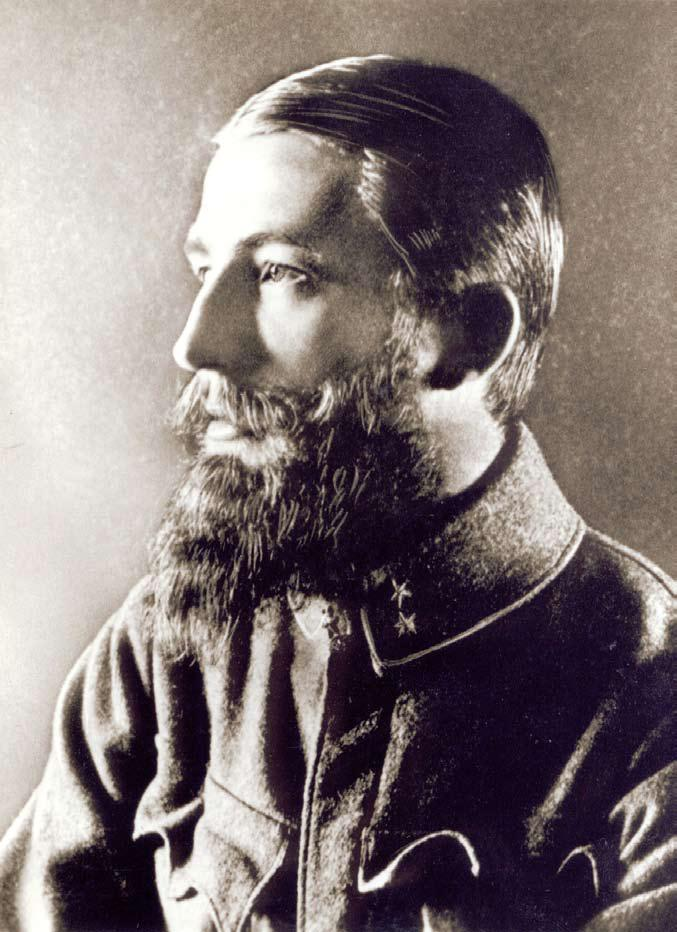
Андрій Мельник в однострої поручника УСС (1914)

Пору́чник (у деяких країнах пору́чик) — молодше офіцерське військове звання майже у всіх європейських державах, населення яких є носіями слов'янських мов. Еквівалентом поручника у Збройних силах України (також у Чехії, Словаччині, Хорватії та Словенії) є лейтенант і старший лейтенант (у Боснії та Герцеговині, Польщі, Сербії, Чорногорії, Македонії). Код НАТО поручника — OF-1.
Ранг (звання) поручник існував у Збройних силах України на початку ХХ сторіччя, зокрема, в Легіоні УСС, Армії УНР та Українській Галицькій Армії. Звання поручик існує в сучасній Чехії, Словаччині, існувало в Болгарії (до 1946), Росії (до 1917).

## Поручник чи поручик
В Україні поширені дві назви цього звання (рангу). Нижче будуть описані особливості вживання цього звання у різних слов'яномовних країнах. Якщо в Легіоні УСС, Дієвій Армії УНР та УГА, у південних слов'ян (окрім болгар) та у поляків поширена назва поручник, то у Болгарії, Чехії, Словаччині та Росії поширена назва поручик.

## Старшина уРечі Посполитій
У Королівстві Польському (з 1569 у Речі Посполитій) близько 1500 року з'явилися гусарські частини, головували над якими ротмістри. Їх помічниками та заступниками були поручники (пол. Porucznik). Коли рота (корогва) вишикувалася у шеренгу то поручник ставав на протилежній стороні від ротмістра. У зв'язку з тим, що ротмістрами могли бути великі магнати, саме поручники ставали фактичними керівниками гусарських рот. У такому разі його обов'язки виконував намісник (пол. namiestnik).
Крім гусарії поручники були у заснованих у 1570 році рейтарських (райтарських) ротах. У рейтарській роті поручник (один на роту) був за старшинством молодшим, ніж капітан, який і був головним у роті.
У 1580 році з'явилася нові піхотні формації: угорська та німецька.
В угорській піхоті, званій гайдуками, підрозділи (роти) були кількісно меншими за польські, та мали більшу кількість старшин. Гайдуцькою ротою керував капітан, нижче за старшинством якого був поручник (один на роту).
У німецької піхоти (жолдаків) старшинами роти були капітан, поручник і хорунжий. Декілька рот формували полк.

## Гетьманщина таСлобідщина
При скасуванні полкового устрою України Російською імперією у другій половині XVIII століття (Слобідська Україна 1765 рік, Гетьманщина 1783 рік) козацькі старшини отримували цивільні чи військові чини відповідно до Табеля про ранги. Звання полкових хорунжих як і сотників прирівнювалися до XII класу і мали можливість отримати військовий чин поручика, якщо переходили в новоутворені імперські полки регулярної армії. Якщо полковий хорунжий та сотник не брав участі у бойових діях, то йому надавався чин на щабель нижче.
Про чин Російської імперської армії докладніше описано нижче («Офіцерський чин Російської імператорської армії»).

## Офіцерське званняУкраїнських січових стрільців(1914—1918)
Обер-офіцерському військовому званню Українських січових стрільців австро-угорським еквівалентом було військове звання «обер-лейтенант» (нім. Oberleutenant). Вище за рангом ніж підпоручник, але нижче за сотника.
Українські січові стрільці, українське добровольче національне формування (легіон) у складі австро-угорської армії мало такі ж знаки розрізнення, як і інші підрозділи цісарського війська. Звання хоч і мали українську назву, але були порівняні до австро-угорських. Знаки розрізнення були на петлицях (для УСС синього кольору) у вигляді шестипроменевих зірочок і галунів (широкого для штаб-офіцерів, вузького для хорунжого та підхорунжого). 1915 року видано указ щодо використання добровольцями чотирипроменевих зірочок як знаків розрізнення замість шестипроменевих, також змінювалося їх розташування на петлицях. Але це нововведення не набуло широкого вжитку. Наприкінці 1916 року в Австро-угорській імперії введено нову форму, для якої не передбачалися кольорові петлиці. Знаки розрізнення кріпилися на комірі мундиру, за ними нашивалися вертикальні кольорові стрічки (для українського легіону жовта та блакитна стрічки).
Знаками розрізнення поручника були дві золотисті металеві шестипроменеві зірочки на петлиці (чи на комірі мундиру). Зірочки були розташовані одна над одною.

## Офіцерське званняУкраїнської Галицької армії(1919—1920)
Обер-офіцерське (сотенна чи молодша старши́на) військове звання в Українській Галицькій Армії. Вище за рангом ніж четар, але нижче за сотника. Звання поручника УГА було еквівалентом старшого лейтенанта у сучасних Збройних силах України.
В Українській Галицькій армії (УГА) — регулярній армії Західно-Української Народної Республіки (ЗУНР) — знаки розрізнення впровадив Державний секретаріат військових справ (ДСВС) Західної області УНР 22 квітня 1919 року, і вони являли собою комбінацію стрічок на рукавах однострою та «зубчатки» на комірах. У поручника мали вигляд двох золотистих плетених 6 мм стрічок із розетками на кінцях. Стрічки були на підкладці кольору відповідного до роду військ (наприклад синя для піхоти). Зубчатку молодшої старшини (кольору роду військ), розмірами 72×30 мм було обведено золотим 3 мм шнуром
.

## Офіцерське званняАрмії УНР
В українських збройних силах  армії УНР  поручник — обер-офіцерський ранг (молодша старшина), з'явився згідно з наказом Головної управи війська УНР (ГУВУНР) ч. 16 від 30 березня 1920 року. Звання поручника було вище за рангом, ніж хорунжий, але нижче за сотника. Звання поручника було еквівалентом старшого лейтенанта сучасних Збройних сил України.

## Офіцерське званняКарпатської Січі
Звання поручника було присутнє серед членів парамілітарної організації «Карпатська Січ» Карпатської України (автономна республіка у складі Чехословаччини у 1938–1939 роках). Носіями такого звання були в тому числі Григорій Барабаш, Роман Шухевич, Юрій Лопатинський, Осип Карачевський.
Знаки розрізнення поручника в Українській армії:

Знаки розрізнення поручника Українських січових стрільців (1914-1918)
Знаки розрізнення поручника УГА (з 22.04.1919)
Знаки розрізнення поручника УНР (з 30.03.1920)

## Офіцерський ранг Російської імператорської армії

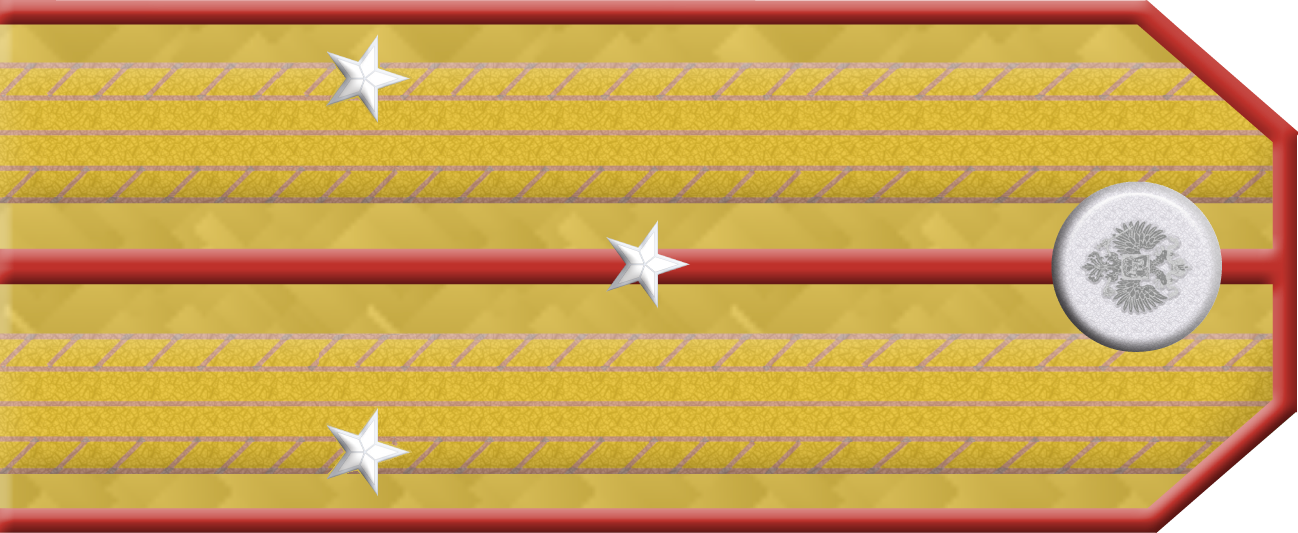
Погон поручика Російської імперії

Обер-офіцерський ранг (чин) (звання) в російській армії, введений у Московії царем Петром Олексійовичем у 1703 р.
У 1730 році чин поручика увійшов до Табеля про ранги Російської імперії замість чину «лейтенант». Відносився до XII класу в піхоті, X класу в артилерії, інженерних військах. Піхотний поручик відповідав цивільному чину губернського секретаря. Гвардійські поручики були у IX класі, що відповідало піхотному чину капітана. Такі співвідношення зберігалися до 1884 року.
У зв'язку з реформами армії у 1884 році поручиків було підвищено до X класу. Чин поручика відповідав морському чину мічмана, сотнику у козацьких військах, та цивільному чину «колезький секретар». Гвардійські поручики залишилися у IX класі, що з 1884 року відповідало піхотному штабс-капітану. Ці остаточні зміни проіснували до припинення існування Російської імперії у 1917 році. 16 грудня 1917 року після Жовтневого перевороту декретом радянського керівництва було скасовано чини, звання та титули часів Російської імперії. Але цей чин іще деякий час використовувався у Білій армії (1917—1921).
Поручик був нижчим за чином ніж штабс-капітан, та вищим за підпоручика.
У ході реформ російської армії (1807—1809 років) обер-офіцери отримали еполети без бахроми замість погонів (1807), а також нового типу горжети (1808). Офіцерські горжети були знаками розрізнення, де комбінацією використаних матеріалів була можливість вказати чин офіцера. Поручик мав срібний горжет, із золоченим гербом на ньому, обідок горжета також був срібний.
У новоутвореному Корпусі інженерів шляхів сполучення (1809) генерали та офіцери отримують зірочки на еполети. У поручика на еполетах було по дві зірочки.
З 1827 року знаки розрізнення з'явилися також у армійських офіцерів і генералів на еполетах, та з 1854 року погонах. У поручика на кожному погоні чи еполеті було по три п'ятипроменеві зірочки. На погоні був один просвіт.
Чин поручика з'явився у Російській армії під впливом польського відповідника (пол. Porucznik), що неодноразово зазначається джерелами.

## Офіцерське званняПольщі

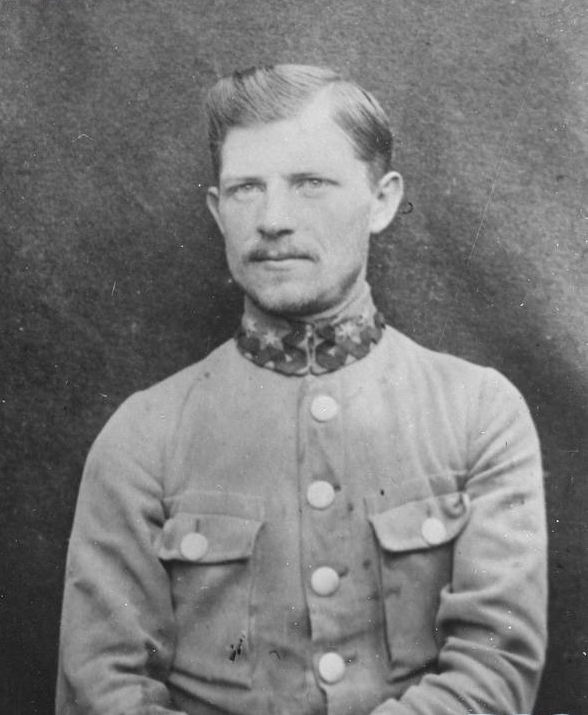
Поручник Польського легіону (1916)

Офіцерське звання польської армії (пол. Porucznik). Вище за рангом підпоручника, але нижче за капітана . Знаками розрізнення поручника, є три п'ятипроменеві зірочки на погоні (кашкеті чи береті). Відповідає званню старший лейтенант Збройних Сил України.
З'явилося у польських військових формуваннях ще до заснування Другої Речі Посполитої у 1918 році. Обер-офіцерський чин у Польському корпусі (1917—1918) російської армії дорівнював поручику в імперській армії. Мав за знаки розрізнення три кути зі срібного галуну на рукаві. Поручник у Польському легіоні Австро-угорської армії (1914—1918), офіцерське звання, австро-угорським еквівалентом було військове звання «обер-лейтенант» (нім. Oberleutenant). Знаки розрізнення були майже ідентичні до поручника УСС: дві шестипроменеві металеві зірочки на петлиці (чи комірі з візерунком). У 1915 році видано наказ щодо використання добровольцями чотирипроменевих зірочок як знаків розрізнення замість шестипроменевих.
У Великопольській армії під час Великопольського повстання (1918—1919) поручник — молодше офіцерське звання. Військовики цієї польської армії мали знаки розрізнення у вигляді тасьм на рукавах і вузлів на головному уборі. У поручника на рукаві містилися одна широка та одна вузька тасьми, а на вузлі були дві лички.

Поручник Великопольської армії (1918-1919)
Знаки розрізнення поручника (1919-1939)
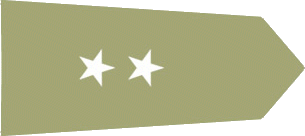
Знаки розрізнення поручника (до 1952)
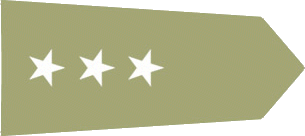
Сучасні знаки розрізнення поручника

## Офіцерське званняЧехіїтаСловаччині

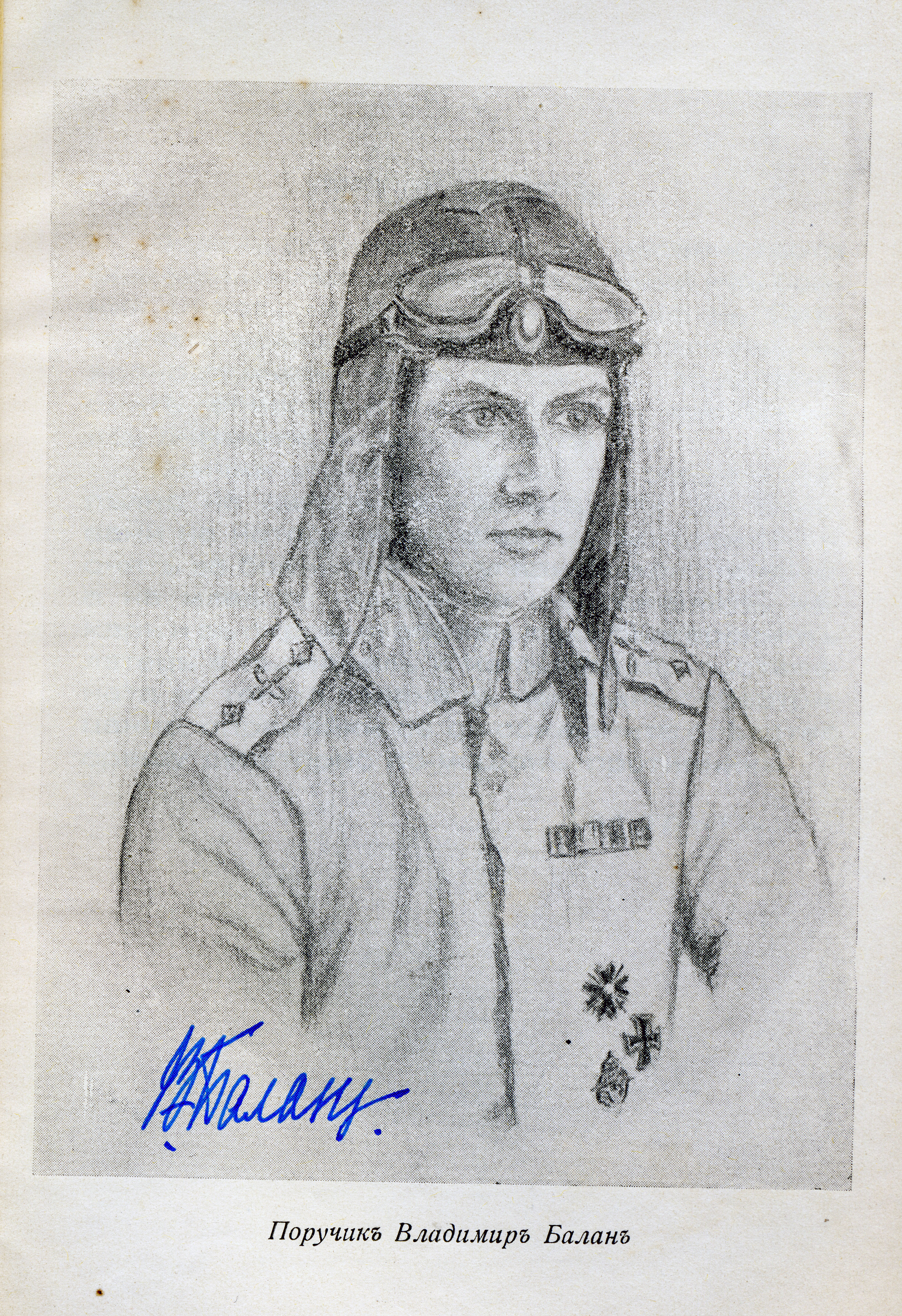
Поручик Болгарського царства Володимир Балан (1917—1918)

Перше офіцерське звання у збройних силах Чехії та Словаччині (чеськ. poručík, словац. poručík) (у Чехії з 2011 року, після того як було скасовано звання підпоручик). Знаки розрізнення поручика у чеській армії розміщено на погонах по дві трипроменеві зірочки на кожному погоні. У Словаччині з 2003 року знаками розрізнення поручика є одна п'ятипроменева зірочка на погоні. Нижче за рангом ніж надпоручик. Відповідає званню лейтенант у Збройних Силах України.
З'явилося у чеських і словацьких військових формуваннях ще до заснування Чехословацької Республіки у 1918 році, яка виникла на уламках Австро-угорської імперії. У Чехословацькому легіоні у Російській імперії використовувався російський однострій та знаки розрізнення. Після жовтневих подій у легіонерів використовувалася своєрідна система розрізнення. Звання позначалися на щитках, розміщених на рукавах одностроїв, у вигляді комбінації стрічок. У поручика на нарукавному щитку була одна кутова стрічка.
У Чехословацькій Республіці знаки розрізнення до 1939 року були на погонах, у поручика було по дві трипроменеві зірочки на кожному погоні.
У 1939 році з частини Чехословаччини засновано Словацьку Республіку (1939—1945). В збройних силах Словаччини були введені нові знаки розрізнення за зразком з австро-угорськими. На комірі були петлиці, на яких п'ятикутними зірочками вказувалося звання військовика. Поручик мав одну зірочку на петлиці, як у лейтенанта колишнього цісарського війська.
З 1945 по 1950 роки поручик відновленої Чехословаччини носив на погонах по дві п'ятипроменевій зірочці. З 1951—1958 рік знаки розрізнення Чехословацької армії майже збігалися з радянськими. Погон поручика був з одним просвітом, та двома п'ятипроменевими зірочками, як у лейтенанта РСЧА. З 1960—1992 роки знаки розрізнення поручика стали кріпитися на п'ятикутному погоні кольору мундиру. В такому вигляді звання перейшло після розпаду Чехословаччини до Чехії. З 2011 року знака розрізнення поручика знову стали дві трипроменеві зірочки.
У збройних силах Словацької республіки відновленої у 1993 році, військові звання, та їх розрізнення зосталися за зразком Чехословаччини. У 2003 році були змінені знаки розрізнення, поручик став позначатися однією п'ятипроменевою зірочкою.

## Офіцерське званняБолгарського царства
Офіцерське звання у Болгарського царства (болг. поручик). У 1946 році, після скасування царства замість нього було введено військове звання старший лейтенант. Знаки розрізнення поручика подібні до підпоручика Російської імперії, на погоні з одним просвітом розташовувалися дві чотирипроменеві зірочки вздовж погона.

## Офіцерське звання у південних слов'ян
Поручник (серб. Поручник) — офіцерський ранг в армії Королівства Югославія (1918—1941). Нижче за капітана II класу, та вище підпоручника. Знаки розрізнення поручника були подібними до підпоручика Російської імперії: на погоні з одним просвітом розташовувалися дві чотирипроменеві зірочки.
Під час Другої Світової війни на теренах колишньої Югославії діяли різноманітні військові сили: Хорватське домобранство, четники та НВАЮ. У комуністичній промосковській НВАЮ до 1943 року була система службових посад, як у РСЧА до 1935 року. Після встановлення у НВАЮ персональних військових звань знаками розрізнення поручника стали дві шестипроменеві зірки. Четники продовжували користуватися знаками розрізнення королівської армії.
У Хорватського домобранства Незалежної Держави Хорватія (1941—1945) були модифіковані знаки розрізнення королівського хорвато-угорського домобранства (ландверу) Австро-угорської імперії. Поручник домобранства — перше офіцерське звання, відповідав цісарському лейтенанту та мав знаки розрізнення у вигляді одного хорватського трилисника на кожної петлиці.
У Соціалістичній Федеративній Республіці Югославії (до 1992 року) знаками розрізнення поручника були дві п'ятипроменеві зірочки на погоні.
Після зникнення держави Югославії звання поручник залишилося у збройних силах усіх новоутворених держав.
У збройних силах Сербії, Боснії і Герцеговині, Македонії та Чорногорії здебільшого збереглася система югославських рангів і знаків розрізнення. Зірочки у Сербії змінилися на чотири-, у Македонії — восьми-, у Чорногорії — шестипроменеві, а у Боснії і Герцеговині — на розетки. Звання за рангом нижче за капітана, та вище, ніж підпоручник; його відповідник — старший лейтенант Збройних сил України.
Перше офіцерське звання у збройних силах Хорватії та Словенії (хорв. Poručnik, словен. Poročnik). Знаки розрізнення поручника у хорватській армії виглядають як одна чотирипроменева зірочка (виконана у вигляді ажурного шиття) над смугою зі спірального шиття. У Словенії знаками розрізнення поручника є дві вузькі взаємозв'язані плитки (на кожній плитці зображено лист липи). Поручник нижче за рангом ніж надпоручник.

## Знаки розрізнення поручників (поручиків) різних держав
|                            |                |            |           |                      |          |          |                      |        |           |            |
| Чехословаччина (1960—1990) | Чехія (з 2011) | Словаччина | Югославія | Хорватія (1941—1945) | Хорватія | Словенія | Боснія і Герцеговина | Сербія | Македонія | Чорногорія |

## Цікаві факти
- Персонаж відомої книжки чеського письменника Ярослава Гашека «Пригоди бравого вояка Швейка» поручик Лукаш у виданнях чеською та словацькою мовою носить військове звання «надпоручик».
- Поручик Кіже — персонаж історичного анекдоту часів царювання імператора Павла I, а також повісті Юрія Тинянова «Підпоручик Кіже» — неіснуючий офіцер, що з'явився у документах через помилку писаря, але, тим не менш, кілька разів був підвищений у новий чин імператорським указом.
- «Поручик Голіцин» — назва популярного у 80-х роках у СРСР романсу. Також отримала популярність серед емігрантів пострадянського періоду. Перше датоване виконання пісні відбулося у 1977 році Аркадієм Сєвєрним[13].
- Поручик Ржевський — персонаж фільму «Гусарська балада» (1962), знятого режисером Ельдаром Рязановим. Поручика зіграв Юрій Яковлєв. Цей персонаж став використовуватися у анекдотах, історіях, відеоіграх. Також цей образ обігравали в інших стрічках, наприклад у художньому фільмі «Ржевський проти Наполеона» (2012).

## Галерея

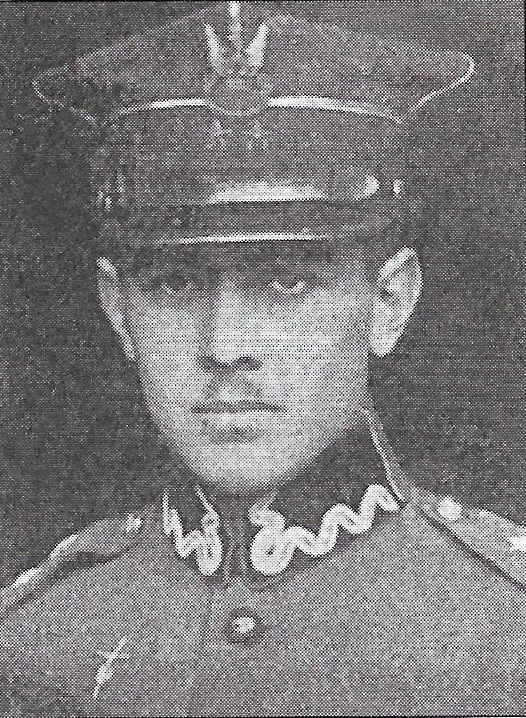
Поручник Війська Польського (1920). На грудях поручника видно пам'ятний знак колишнього військовослужбовця 1-го Польського корпусу
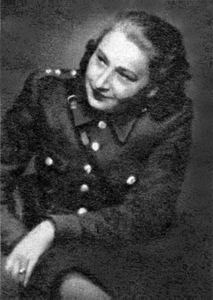
Поручник Війська Польського (1949)
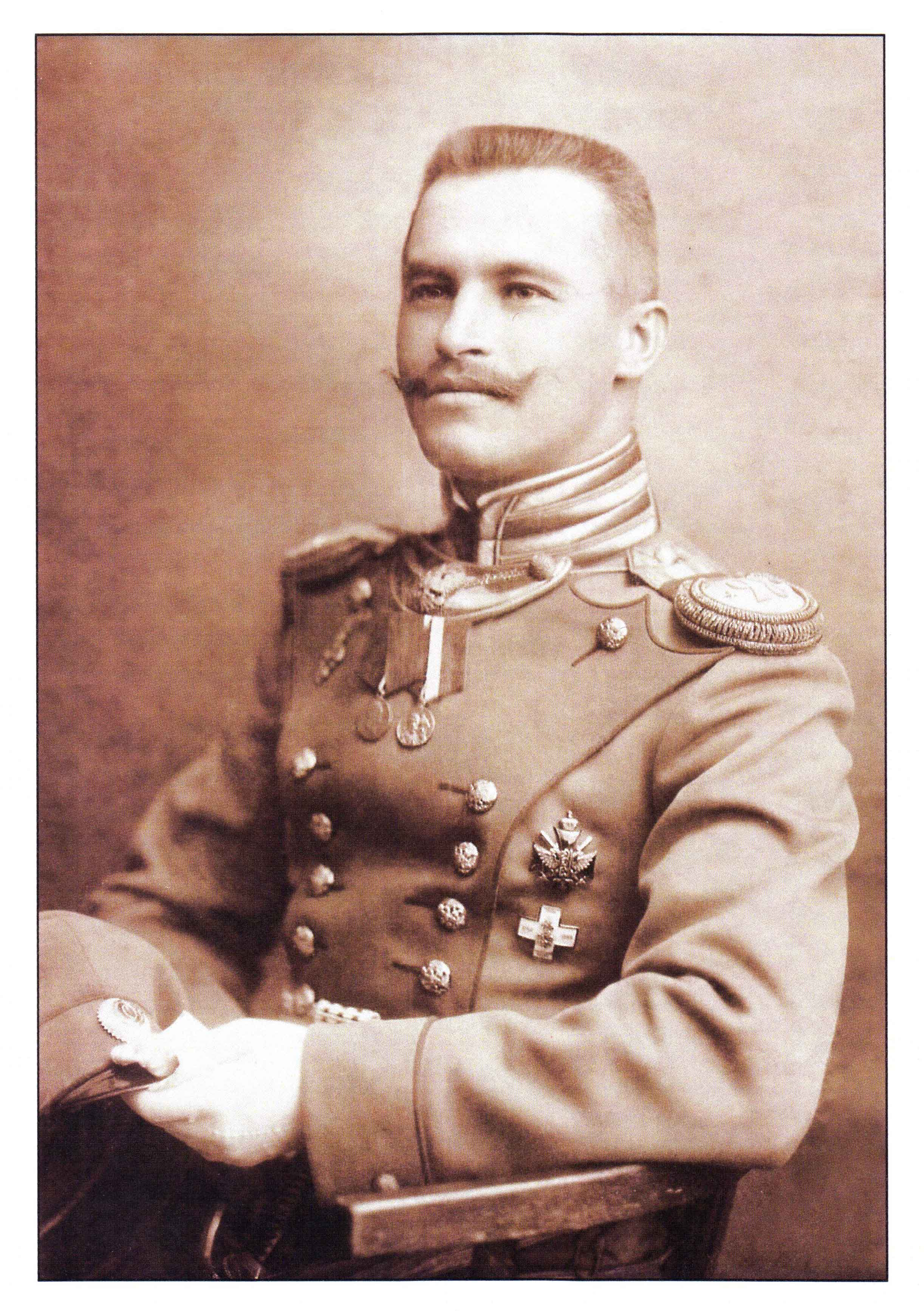
Поручик 28-го піхотного полку Російської імперії Л. Д. Лосієвський (1913—1916)